# Matthew Cowdrey
 (septembre 2012).
Si vous disposez d'ouvrages ou d'articles de référence ou si vous connaissez des sites web de qualité traitant du thème abordé ici, merci de compléter l'article en donnant les références utiles à sa vérifiabilité et en les liant à la section « Notes et références ».
Matthew Cowdrey, né le 22 décembre 1988 à Adélaïde, est un nageur handisport australien, champion paralympique de natation dans sa catégorie. Avec 13 médailles d'or paralympiques et 23 médailles paralympiques au total, Cowdrey est l'athlète paralympique le plus médaillé d'Australie.

## Carrière sportive
Aux Jeux paralympiques d'été de 2008 de Pékin, Cowdrey remporte cinq médailles d'or au 50 m libre S9, 100 m nage libre S9, 100 m dos S9, 200 m quatre nages individuelles-SM9 et 4 × 100 m relais quatre nages. Il gagne encore trois médailles d'argent dans le 100 m papillon S9, 400 m nage libre S9 et 4 × 100 m de relais nage libre. Il établit également cinq records du monde. Il est le porte drapeau de l'Australie lors de la cérémonie de clôture des Jeux.
Aux Jeux paralympiques d'été de 2012 de Londres, Cowdrey remporte des médailles d'or dans le 100 m dos S9, 50 m nage libre S9, 100 m nage libre S9, 200 m quatre nages individuel SM9 et 4 × 100 m Nage Libre Relais, des médailles d'argent au 100 m papillon S9 et 100 m dos SB8 et une médaille de bronze dans l'épreuve du relais 4 × 100 m quatre nages.